# La Peñita (Lancones)
La Peñita es un caserío peruano ubicado en el distrito de Lancones, perteneciente a la provincia de Sullana del departamento de Piura, al norte del Perú. 

## Ubicación
La Peñita se ubica al noreste de la provincia de Sullana, en el distrito de Lancones, en el departamento de Piura.

## Demografía
En 2017 La Peñita tenía una población de 324 habitantes.
| Gráfica de evolución demográfica de La Peñita entre 1993 y 2017 |
|                                                                 |
| Fuentes: Población 1993 y 2017                                  |